# 2020年2月中国大陆

## 2月1日
- 因肺炎疫情防控需要，南京地铁S3号线马骡圩站至高家冲站以及S8号线沈桥站至金牛湖站区间停运。[1]
- 因肺炎疫情防控需要，重庆轨道交通1号线沙坪坝站、2号线临江门站、杨家坪站以及3号线观音桥站、南坪站关闭。[2]

## 2月2日
- 按照中央军事委员会命令，中国人民解放军空军2日凌晨出动8架大型运输机，分别从沈阳、兰州、广州、南京起飞，向武汉紧急空运795名军队支援湖北医疗队队员和58吨物资，上午9时30分全部抵达武汉天河机场。这是继汶川、玉树抗震救灾之后，空军参与非战争军事行动同时出动大型运输机数量最多的一次[3]。
- 为防控肺炎疫情，长春轨道交通8号线停运，其它线路加大发车间隔。[4]
- 乌鲁木齐地铁宣布停运。[5]
- 武汉首座用于集中收治COVID-19患者的专科医院——火神山医院，正式交付解放军支援湖北医疗队，医院可容纳1000张床位[6]。

## 2月3日
- 00时05分，四川成都市青白江区（北纬30.74度，东经104.46度）发生5.1级地震，震源深度21千米[7]。
- 武汉市开始连夜建设三所“方舱医院”，用于专门收治确诊的轻症患者。另外，还有来自全国各地的20家“方舱医院”正驰援武汉，收治观察病例和轻症疑似病例的诊疗检测工作[8]。

## 2月5日
- 每日可检测万人份样本的新型冠状病毒应急检测实验室、“火眼实验室”在武汉正式启动试运行。“火眼”实验室投入运行，将为武汉及周边城市提供充足的检测能力，并将为一线员工和疫区人群重返工作岗位提供坚实的科学依据[9]。

## 2月6日
- 宁波轨道交通宣布停运。[10]
- 湖北省人社厅和卫健委给予张定宇和张继先记大功奖励，表彰他们在抗击肺炎疫情中作出的重大贡献[11][12]。

## 2月7日
- 中华人民共和国交通运输部印发关于全力做好春运返程高峰运输服务保障工作的紧急通知，要求春运期间全国长途客运班车、水路客运班轮客座率将控制在50%[13]，疫情防控期间地方政府组织的农民工返岗包车可免费通行高速公路[14]。

## 2月8日
- 武汉雷神山医院交付使用，医院能提供1600张病床[15]，当日第一批收治患者30名[16]。

## 2月9日
- 中国国家女子篮球队在最后一场比赛中以100比60大胜韩国女篮，以三连胜、小组第一的身份昂首晋级东京奥运会[17][18]。

## 2月10日
- 国务院任免国家工作人员，任命刘焕鑫为农业农村部副部长；任命周学文为应急管理部副部长，兼任水利部副部长；任命刘伟为应急管理部副部长；任命周晖国为国家知识产权局副局长；任命邱勇、莫则尧为中国工程物理研究院副院长；任命赖新春为中国工程物理研究院总工程师；任命牛之俊为中国地质调查局副局长；任命王昆为中国地震局副局长。免去余欣荣的农业农村部副部长职务；免去付建华、叶建春的应急管理部副部长职务；免去王一鸣的国务院发展研究中心副主任职务；免去田玉龙的国家国防科技工业局副局长职务；免去张新的国家外汇管理局副局长职务；免去周晖国的国家保密局副局长职务；免去何颖波的中国工程物理研究院副院长职务；免去龙新平的中国工程物理研究院总工程师职务；免去王昆的中国地质调查局副局长职务；免去牛之俊的中国地震局副局长职务[19][20]。
- 联合国教科文组织10日在埃塞俄比亚首都亚的斯亚贝巴的非盟总部举行颁奖仪式，授予中国科学家屠呦呦等三人荣获联合国教科文组织赤道几内亚国际生命科学研究奖[21][22]。

## 2月13日
- 凌晨，中国人民解放军空军出动运-20、伊尔-76、运-9共3型11架运输机，分别从乌鲁木齐、沈阳、西宁、天津、张家口、成都、重庆7地机场起飞，向武汉空运军队支援湖北医疗队队员和物资。这是中国国产运-20大型运输机首次参加非战争军事行动，也是空军首次成体系大规模出动现役大中型运输机执行紧急大空运任务[23][24]。
- 中共中央决定，应勇任中共湖北省委委员、常委、书记，蒋超良不再担任湖北省委书记、常委、委员职务。王忠林任中共湖北省委常委、武汉市委书记，马国强不再担任湖北省委副书记、常委、武汉市委书记职务。[25]

## 2月14日
- 武汉市江夏区大花山方舱医院正式投入使用。这座医院由武汉江夏区大花山户外运动中心改建而成，有5个病区，约400张床位，将采用中西医结合、以中医为主的方式治疗病患。这是首个以中医治疗为主的方舱医院[26][27]。

## 2月15日
- 上午，国务院新闻办公室首次在湖北武汉举行发布会。中华人民共和国国家卫生健康委员会副主任、中国共产党湖北省委员会常委王贺胜等介绍了湖北疫情防控有关情况，会上通报中国19省份采取“一省包一市”的方式对口支援湖北省[28]。具体名单如下[29][30]：
  - 重庆市、黑龙江省支援孝感市
  - 山东省、湖南省支援黄冈市
  - 江西省、河南省支援随州市
  - 广东省、海南省支援荆州市
  - 辽宁省、宁夏回族自治区支援襄阳市[31]
  - 江苏省支援黄石市
  - 福建省支援宜昌市
  - 内蒙古自治区、浙江省支援荆门市
  - 山西省支援仙桃市、天门市、潜江市
  - 贵州省支援鄂州市
  - 云南省支援咸宁市
  - 广西壮族自治区支援十堰市
  - 天津市支援恩施土家族苗族自治州
  - 河北省支援神农架林区

## 2月16日
- 国务院联防联控机制召开新闻发布会，国家卫健委基层司副司长诸宏明表示，基层医疗卫生机构不承担新冠肺炎的诊治，对于COVID-19症状患者集中到定点医院去收治；基层医疗机构主要还是做好排查、及时发现、隔离、报告、转诊病人或者疑似患者[32]。

## 2月17日
- 中华人民共和国退役军人事务部、中央军事委员会政治工作部联合印发《关于妥善做好新冠肺炎疫情防控牺牲人员烈士褒扬工作的通知》，要求各地各部门妥善做好因疫情防控牺牲人员烈士褒扬工作[33]。
- 四川省火锅协会倡议会员单位为四川所有驰援武汉的医护人员免费提供一年的火锅，倡议发出后，全省有60家火锅品牌共400多家分店第一时间响应[34][35]。
- 14时中国共产主义青年团发布消息，旗下虚拟主播“江山娇”与“红旗漫”正式上线。[36]

## 2月18日
- 中华全国妇女联合会作出决定，追授徐辉、黄和艳、姜娜“全国三八红旗手”称号[37][38]。
- 中华人民共和国国务院总理李克强主持召开国务院常务会议，他在会议上强调，当前统筹做好疫情防控和经济社会发展工作，一项迫切任务是稳就业[39]。

## 2月19日
- 截止2020年2月19日，嫦娥四号着陆器和探测器已在月球背面工作412天，“玉兔二号”月球车累计安全行走378.45米，成为历史上在月面工作时间最长的月球车[40]。

## 2月22日
- 国家发展改革委发出通知，阶段性降低企业用电成本和非居民用气成本，支持企业复工复产、共渡难关[41]。

## 2月23日
- 上海证券交易所为近期上市的企业举办“网络上市仪式”。这是上交所为进一步做好疫情防控工作、优化企业服务方式新设的服务举措，也是上交所首次以网络取代交易大厅现场形式举行上市仪式[42]。首家启用这项服务的即为注册于湖北武汉的主板公司良品铺子，该公司于2月24日通过线上视频形式如期举行上市仪式[43]。
- 国务院联防联控机制召开新闻发布会，介绍疫情期间煤电油气供应情况。疫情期间，国家发改委采取“两降低一下调”举措（降低企业用电成本、降低企业用气成本、下调国内成品油价格）[44]。

## 2月24日
- 十三届全国人大常委会第十六次会议召开，栗战书主持会议，会议表决通过了《关于全面禁止非法野生动物交易、革除滥食野生动物陋习、切实保障人民群众生命健康安全的决定》。决定自公布之日起施行[45]。
- 当日为藏历新年大年初一[46]。

## 2月25日
- 中共中央总书记、国家主席、中央军委主席习近平对全国春季农业生产工作作出重要指示强调。各级党委要把“三农”工作摆到重中之重的位置[47]。
- 中共中央政治局委员、国务院副总理孙春兰率领中央指导组看望慰问感染新冠肺炎的医务人员，强调对重症医务人员要“一人一策”提供优质治疗[48]。
- 人力资源社会保障部、公安部、交通运输部、国家卫生健康委、中国国家铁路集团召开农民工返岗复工“点对点”服务协调小组全体会议，成立协调小组，推进农民工返岗复工“点对点”服务保障工作[49]。

## 2月26日
- 中共中央政治局常务委员会召开会议。中共中央总书记习近平主持会议并强调，要继续集中力量和资源，全面加强湖北省和武汉市疫情防控；要强化特殊场所和重点人群防护措施；要精准稳妥推进复工复产[50]。

## 2月27日
- 国家主席习近平在人民大会堂同蒙古国总统巴特图勒嘎会谈，这是疫情发生后首位访华的外国元首[51]。

- 《中华人民共和国外国人永久居留管理条例（征求意见稿）》开始公示[52]，此后收到大量反对意见，司法部公开征求意见系统更一度因访问量过大而瘫痪。
- 肖战粉丝举报事件爆发[53]。

## 2月28日
- 国家统计局发布《中华人民共和国2019年国民经济和社会发展统计公报》，2019年中国国内生产总值稳居世界第二位；人均国内生产总值按年平均汇率折算达到10276美元，首次突破1万美元[54]。
- 湖北省黄梅县发生集体中毒事件，原因是误服了二氧化氯消毒水。[55]

## 2月29日
- 无锡市人民医院副院长陈静瑜团队，在无锡成功完成全球首例新冠肺炎转阴患者双肺移植手术[56][57]。